# Till We Meet Again (film 1936)
Till We Meet Again è un film del 1936 diretto da Robert Florey. La sceneggiatura si basa su Last Curtain, lavoro teatrale di Alfred Davis del 1933 mai andato in scena.

## Produzione
Le riprese del film che fu prodotto dalla Paramount Pictures durarono da fine gennaio a fine febbraio 1936.

## Distribuzione
Distribuito dalla Paramount Pictures, il film uscì nelle sale cinematografiche degli Stati Uniti il 4 aprile 1936.